# Gyula Reviczky
Dans le nom hongrois Reviczky Gyula, le nom de famille précède le prénom, mais cet article utilise l’ordre habituel en français Gyula Reviczky, où le prénom précède le nom.
Gyula Reviczky ([ˈɟulɒ], [ˈɾɛvitski]), né le 9 avril 1855 à Vitkóc et décédé le 11 juillet 1889 à Budapest, était un poète hongrois. 